# Kerstin Gezelius
Kerstin Elisabet Gezelius, född 1963 i Stockholm, är en svensk manusförfattare, författare, filmkritiker och kulturjournalist.

## Biografi
Gezelius studerade vid Dramatiska institutets manusförfattarlinje åren 1994–1997. 1992 gick hon en dramatiklinje på Biskops-Arnö folkhögskola. Hon har även studerat konstvetenskap, religionsvetenskap och litteraturhistoria.
Hon inledde sin karriär som journalist på Expressens kulturredaktion i början av 1990-talet. Hon har i många år varit verksam som kritiker på Dagens Nyheter.
Gezelius har även skrivit film- och tv-manus och operalibretton tillsammans med Alexander Onofri. 2013 skrev de långfilmen Rosor kyssar och döden (2013), efter en roman av Maria Lang. År 2016 kom skräckfilmen Alena som regisserades av Daniel Di Grado. Samma år hade Piteå Kammaropera premiär på föreställningen Stilla min eld, till vilken Gezelius och Onofri skrev librettot.
År 2020 romandebuterade Gezelius och Alexander Onofri med Love: en roman om Greta Garbo som gavs ut på Bokförlaget Polaris.
2012 tilldelades Gezelius Kerstin M Lundberg-priset, "för en helt egen kulturjournalistik, som med filmen i fokus ger läsaren nya bilder och tankar." År 2018 tilldelades hon Expressens Björn Nilsson-pris för god kulturkritik, med motiveringen "som smakdomare för en konstform som kämpar mot tidens strömmar står hon stadigt förankrad i sin kritiska gärning. Genom hennes blick granskas varje replik, varje rörelse, varje ruta.".